# Gehren
Gehren település Németországban, azon belül Türingiában. Lakosainak száma 3466 fő (2010). Gehren Neustadt am Rennsteig községgel határos.

## Népesség
A település népességének változása:

| 2010 | 3 466 |